# Mikhaïl Frounze

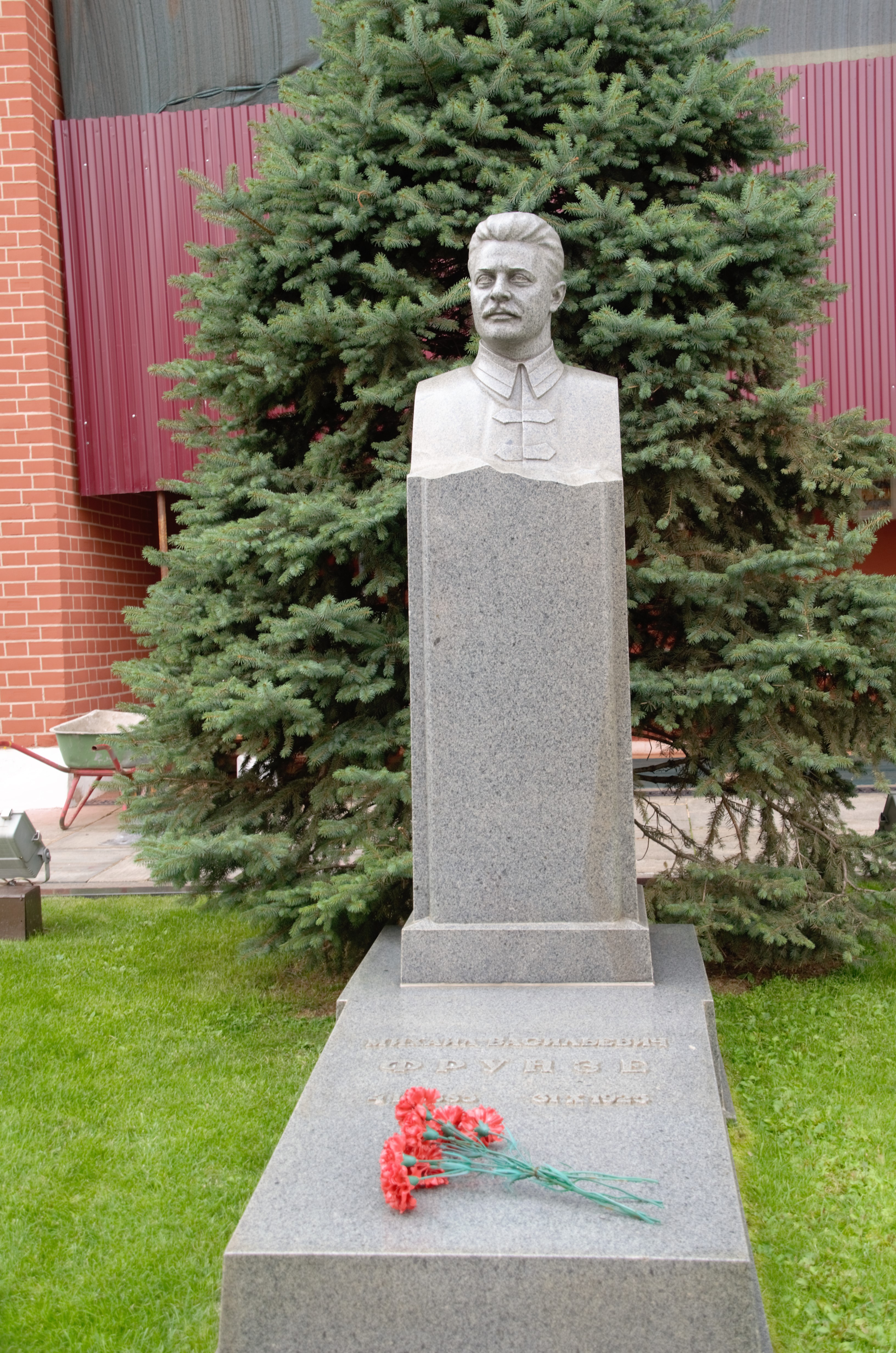
Monument de Mikhaïl Frounze près du mur du Kremlin. 2016

Mikhaïl Vassilievitch Frounze ou Frounzé (en russe : Михаил Васильевич Фрунзе, en roumain : Mihail Frunză ; 1885 - 31 octobre 1925) est un dirigeant bolchevik et un chef de l'Armée rouge qui prit une part active à la révolution russe de 1917 et aux débuts de l'Union des républiques socialistes soviétiques,,,.

## Biographie
Frounze naquit dans le Turkestan russe, fils d'un officier de santé - aide-médecin (фельдшер en russe) moldave, (originaire du gouvernement de Kherson) et de son épouse russe. Son père était alors en garnison dans cette province, aujourd'hui appelée Kirghizistan. Frounzé poursuit ses études à l'Institut polytechnique de Saint-Pétersbourg, participe aux cercles révolutionnaires d'étudiants et d'ouvriers avant d'adhérer au Parti social-démocrate. Il y rejoint la tendance bolchévique en 1903, après le Congrès de Londres du POSDR, qui voit la scission entre bolcheviks et mencheviks,,.
Expulsé de la capitale russe (alors Saint-Pétersbourg) à la suite d'une manifestation, il travaille à Moscou puis à Ivanovo-Voznessensk, où il est un des organisateurs de la grande grève du textile en 1905. Lors de la révolution russe de 1905, il est sur les barricades de Moscou[réf. nécessaire] puis, après sa fuite à l'étranger, devient délégué aux congrès du Parti à Londres (1905) et à Stockholm (1906).
Il mène alors une vie clandestine, entrecoupée d'arrestations. Condamné à mort en 1910, sa peine est commuée en peine de travaux forcés à perpétuité. Évadé en 1915, il réussit à gagner Tchita, où il devient l'éditeur d'une petite revue hebdomadaire Vostotchnoïe Obozrenie. Il s'engage ensuite dans l'armée sous un pseudonyme et y mène une active propagande révolutionnaire,. Lors de la révolution de Février 1917, Frounzé se trouve à la tête de la milice civile à Minsk. Il est alors élu à la présidence du soviet de Biélorussie avant de rejoindre Moscou. À cette époque, sa position politique est conciliatrice : soutien au gouvernement provisoire et fusion avec les mencheviks[réf. nécessaire]. De retour dans la région d'Ivanovo-Voznessensk, il est président de la douma de la ville, qu'il représente à la Conférence démocratique de Pétrograd,.
Pendant la révolution d'Octobre, il participe aux combats de Moscou, mais c'est la guerre civile qui le révèle comme chef militaire. En 1918, après la prise du pouvoir par les bolcheviks, Frounzé est nommé commissaire militaire pour la province de Voznessensk. Il est ensuite nommé commandant du groupe d'armées du sud où il est l'artisan de l'attaque contre Koltchak et son Armée blanche, qu'il défait complètement à Omsk. Léon Trotski, fondateur et commandant en chef de l'Armée rouge, lui donne la responsabilité complète des opérations sur le front oriental. Il conquiert définitivement la Crimée sur le général Wrangel. De même, il écrase les insurrections menées par Nestor Makhno puis Simon Petlioura en Ukraine lorsque ces derniers refusent la fusion de leurs troupes avec celles de l'Armée rouge,,,.
Au Xe congrès du Parti communiste russe, en mars 1921, Frounze est élu au Comité central. Il participe ensuite au débat qui s'ouvre à la fin de la guerre civile sur le problème de l'organisation de l'Armée rouge. Il conteste la politique prônée par Lénine puis Trotski, c’est-à-dire celle d'une troupe constituée d'une milice de travailleurs, seule conception correcte d'une armée socialiste, sans doute parce que cette option, selon ses deux promoteurs, limiterait le danger « bonapartiste » constitué par une armée de métier de type classique.
Au Plénum du Comité central du P.C.U.S. d'octobre 1923, Frounze prononce une philippique contre Trotski. Il dénonce le chaos ambiant, la rotation trop rapide des cadres (les trois affectations de Joukov par an en sont un bon exemple) et conclut à l'incapacité totale de l'Armée rouge à participer au moindre conflit au moment où l'Allemagne menace d'entrer à son tour en révolution. Il déplore l'absence de toute pensée stratégique sérieuse, de plan de mobilisation et de manuel d'emploi des différentes armes. À l'issue d'une lutte au couteau dans laquelle Staline joue un rôle crucial, Trotski perd ses postes de commissaire à la Guerre et de président du Conseil militaire révolutionnaire au début de 1924 puis au début de 1925.
Frounze, qui remplace Trotski à la direction de la Défense le 26 janvier 1925 avec le soutien actif de Grigori Zinoviev, lance immédiatement une série de réformes essentielles pour l'Armée des Travailleurs et des Paysans soviétiques (RKKA). Il est partisan d'une organisation militaire permanente, unique moyen de mener les guerres de mouvement offensif que les « spécialistes », comme le chef de l'état-major général de la RKKA, Mikhaïl Toukhatchevski, proposent de mettre sur pied en prévision d'éventuelles agressions des puissances impérialistes.
Frounze définit une doctrine unifiée militaire et navale, dite « prolétarienne militaire ». Reconstruite à partir des lambeaux des troupes tsaristes totalement pénétrées par les milices bolchéviques, l'Armée rouge va être, dans la décennie suivante, le terreau d'innovation tactiques et stratégiques assez remarquables, quoique limitées par les contraintes budgétaires (troupes parachutistes, développement de l'arme blindée, inventions techniques dans l'artillerie ou les armes automatiques de petit calibre, etc.)
Frounzé ne s'entendait pas avec Staline et s’inquiète de sa montée en puissance à la mort de Lénine, en janvier 1924.
Alors en pleine ascension, Frounze meurt brutalement à la suite d'une intervention chirurgicale bénigne le 31 octobre 1925. La rumeur circulera d'un assassinat déguisé en échec médical. Moscou en bruira l'année suivante lorsque l'écrivain Boris Pilniak la reprendra dans son roman Conte de la lune déclinante (sous-titre : Meurtre du chef de l'armée) publié par Novy Mir. À ce jour, les historiens n'ont pu démontrer qu'il ait été assassiné. Son ami Christian Rakovski, alors ambassadeur soviétique à Paris, s'est demandé pourquoi le Politburo lui a imposé une opération dont il ne voulait pas.
Frounzé n'aura passé que dix-huit mois aux commandes de l'Armée rouge, mais à sa mort, l'institution sort enfin de la tourmente permanente qui la caractérisait depuis sa naissance.
Frounzé a été inhumé le 3 novembre 1925 sur la Place Rouge à Moscou dans la nécropole du mur du Kremlin.

## Honneurs posthumes

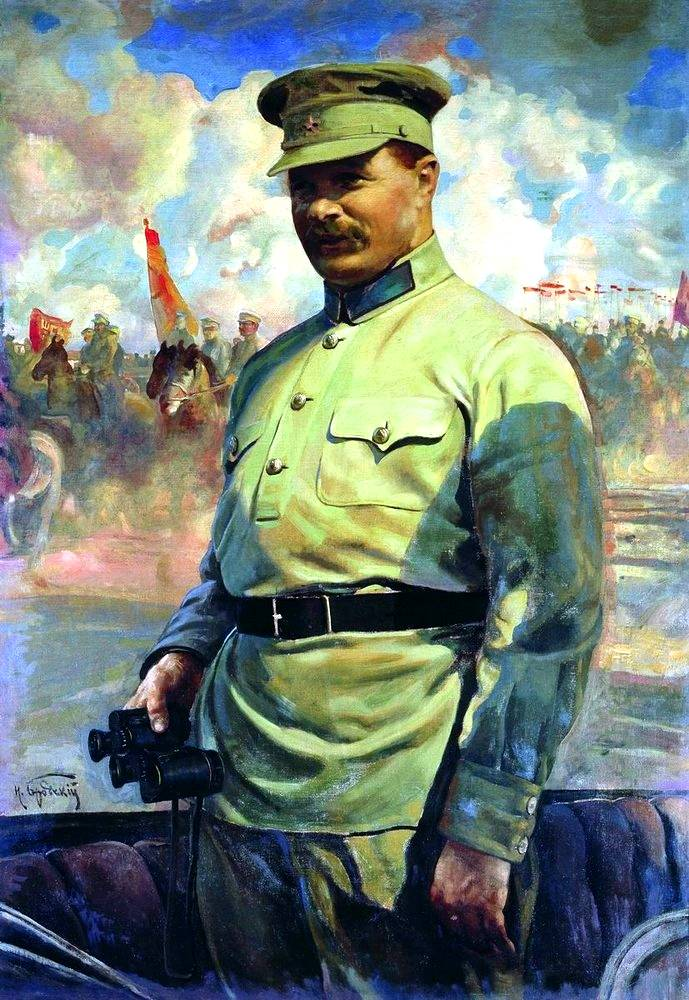
Mikhaïl Frounze par Isaak Brodsky au Musée central des forces armées.

En Union soviétique, le nom de Frounze est (ou a été) porté par :
- l'Académie militaire Frounze, une des plus réputées de l'Union soviétique, fondée en 1924 à Moscou ;
- la ville de Bichkek, capitale du Kirghizistan, lieu de naissance de Mikhaïl Frounze, renommée Frounze en 1926 ; elle reprit son ancien nom en 1991, mais possède toujours un musée consacré à ce chef militaire d'exception ;
- des rues dans de nombreuses villes de l'Union soviétique ;
- un village proche de Bichkek, sur la route de l'aéroport ;
- le métro de Moscou, le métro de Minsk et le métro de Saint-Pétersbourg possèdent chacun une station nommée Frounzenskaïa en son honneur ;
- un croiseur à propulsion nucléaire de la classe Kirov de la marine soviétique, le Frounze ; il a été rebaptisé Amiral Lazarev en 1992 ;
- une importante entreprise d'équipements pour l'industrie chimique et l'exploitation pétrolière de la ville de Soumy (Ukraine) : Soumske machynoboudivne NVO im. M. V. Frounze.
- plusieurs timbres-poste ont été émis par l'Union soviétique en son honneur : en 1935 un timbre de 2 kopek à son effigie, en 1940 un timbre de 30 kopek pour le 20e anniversaire de la prise de Perekop avec son portrait en médaillon, en 1950 deux timbres de 40 kopek et 1 rouble pour le 25e anniversaire de sa mort, en 1960 un timbre de 40 kopek pour le 75e anniversaire de sa naissance et en 1985 un timbre de 5 kopek pour le centenaire de sa naissance.
- sa statue figure dans le monument à la gloire de la République Turque inaugurée le 8 août 1928, place Taksim à Istanbul du fait de son rôle d’émissaire dans l’aide que les Soviets ont apportée à la guerre d’indépendance livrée par Mustafa Kemal contre les forces d’occupation.